# Luftgitarr

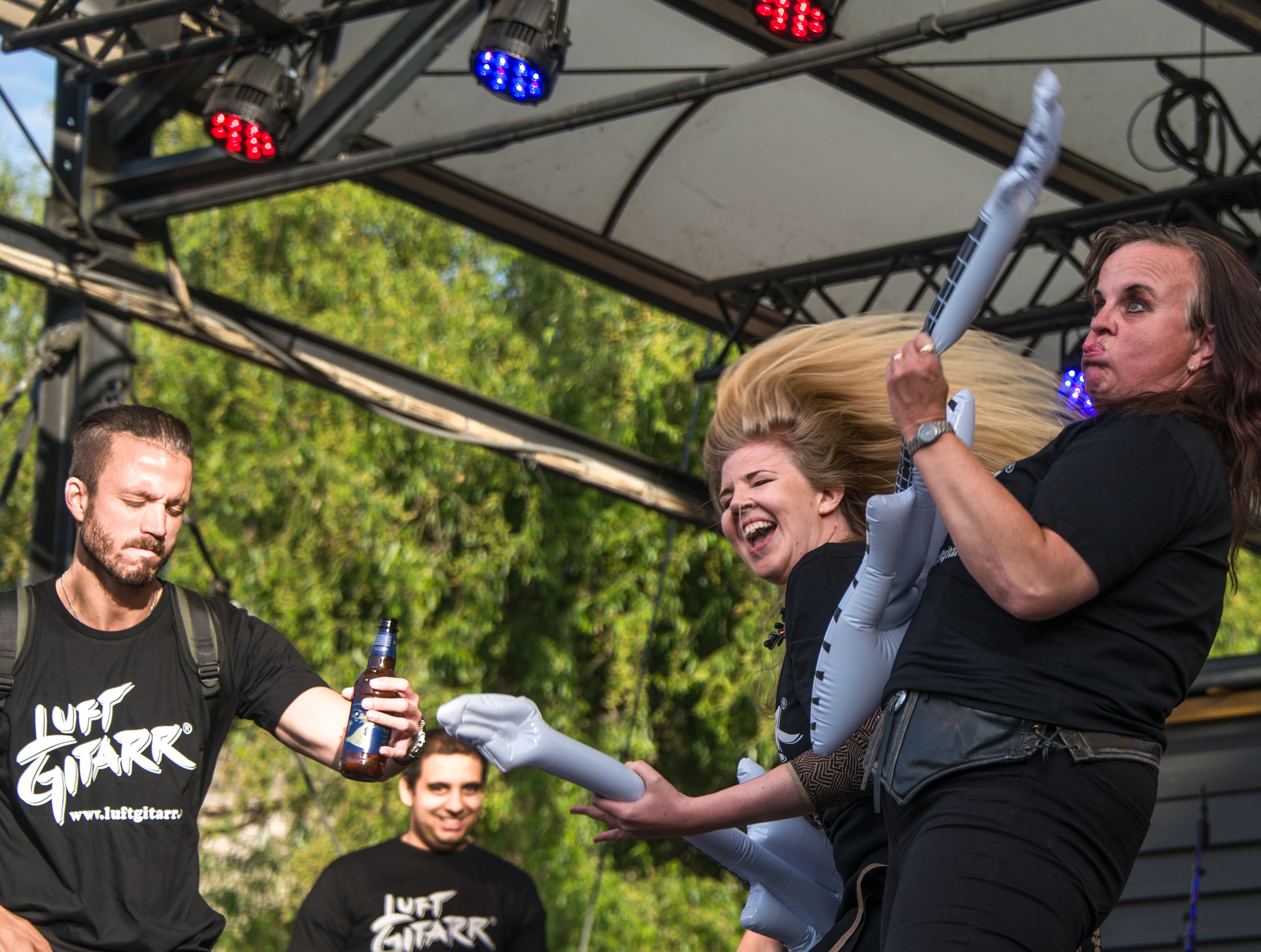
Tävling i luftgitarr i Kungsträdgården i Stockholm 2017.

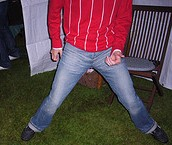
En person som låtsas hålla i en gitarr.

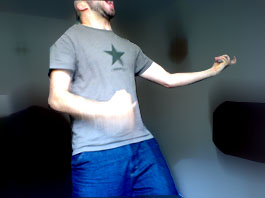
Exempel på luftgitarr-spelande.

Luftgitarr är en imitation av gitarrspel till förinspelad musik, vanligen rock.

## Beskrivning
Luftgitarr är oftast en improviserad solodans, men kan också utföras i grupp. Det råder delade meningar om huruvida även mimande som inbegriper icke gitarrliknande instrument bör räknas in i begreppet eller ej.[källa behövs] Det förekommer framträdanden med luftgitarr rakt igenom, men vanligt är också att de karakteristiska gesterna används som variationsfigurer i andra danser, såsom discodans.

## SM
Svenska mästerskapen i luftgitarr hölls för första gången 1982 och vanns då av Ingemar "Cosmos King" Dunker. Senare har bland annat Kalle Moraeus och Micke "Svullo" Dobois deltagit.
2016 återupptogs tävlingen efter ett längre uppehåll med finalen på Sweden Rock Festival.
| År   | Vinnare                                        | Plats                     |
| ---- | ---------------------------------------------- | ------------------------- |
| 1982 | Ingemar "Cosmos King" Dunker                   |                           |
| 1983 | Ingemar "Cosmos King" Dunker                   | Göta Lejon, Stockholm     |
| 1984 | Kalle "Slowfinger Bengtsson" Moraeus           | Berns Salonger, Stockholm |
| 1985 | Patrik "Palten" Jonsson                        | Grand Hotel               |
| 1986 | Jan-Olof "Kråkan" Löf                          | Konserthuset              |
| 1987 | Tony "Gösta" Granberg                          | Tyrol                     |
| 1988 | Jörgen "Kovezen" Karlsson                      | Grand Hotel               |
| 1989 | Micke "Hot Isse" Isacsson                      | Grand Hotel               |
| 1990 | Patrik Ehrman                                  | Operakällaren             |
| 1991 | Martin Björk & Niklas Olsson som "Roy & Roger" | Solnahallen               |
| 1992 | Patrik "Palten" Jonsson                        | Stadshuset                |
| 2016 | Martin el Sherif                               | Sweden Rock Festival      |
| 2017 | Mikael "Goilarn" Nyrén                         | Sweden Rock               |
| 2023 |                                                | Kiruna                    |

## VM
Världsmästerskap i luftgitarr hålls sedan 1996 årligen i finska Uleåborg [källa behövs], där vinnare i nationella uttagningar möts och en världsmästare koras. 
Mästerskapet 2004 tog en smått skandalartad vändning då det vid kontrollräkning visade sig att den som utropats till segrare, amerikanen MiRi "Sonyk-Rok" Park, i själva verket hade fått färre röster än nyzeeländaren Tarquin "The Tarkness" Keys [källa behövs]. Följden av misstaget blev en delad guldmedalj och producenten Marika Lambergs avgång [källa behövs].